# 张联登
张联登（？—？），四川营山人，是一名清朝政治人物。
张联登曾于1795年接替塔伦岱任福建永安县知县一职，1795年由郎锦骐接任。